# Argyreuptychia moneta
Argyreuptychia moneta är en fjärilsart som beskrevs av Gustav Weymer 1911. Argyreuptychia moneta ingår i släktet Argyreuptychia och familjen praktfjärilar. Inga underarter finns listade i Catalogue of Life.